# 拉烏尼翁 (安蒂奧基亞省)
5°58′25″N 75°21′41″W / 5.97361°N 75.36139°W

拉烏尼翁（西班牙語：La Unión），是哥倫比亞的城鎮，位於該國西北部安蒂奧基亞省，面積198平方公里，距離麥德林56公里，海拔高度2,500米，2007年人口20,301，人口密度每平方公里99人。